# Physalaemus rupestris
Physalaemus rupestris é uma espécie de anfíbio da família Leptodactylidae.
É endémica do Brasil.
Os seus habitats naturais são: regiões subtropicais ou tropicais húmidas de alta altitude e rios intermitentes.
Está ameaçada por perda de habitat.